# Wordle
Wordle (произнася се „Уърдъл“) е уеб базирана игра с думи, разработена от програмиста Джош Уордъл (Josh Wardle). Целта на играта е отгатването на петбуквена дума на английски език в рамките на шест опита. При всеки опит играещият получава обратна връзка под формата на оцветяване на буквите подобно на играта с числа Бикове и крави:
- зелена буква – предположената буква присъства на правилното място в думата, която трябва да бъде отгатната;
- жълта буква – предположената буква присъства в думата, която трябва да бъде отгатната, но не е на правилното място;
- сива буква – предположената буква не присъства в думата.

Всеки ден всички играчи получават само по една дума за деня и тя е еднаква за всички.
Всяка дума на деня използва дума, случайно избрана от списък от 2315 думи (измежду 12 000 петбуквени думи в английския език). Селекцията е направена от партньорката на Уордъл, която категоризира думите на такива, които тя знае, такива, които не знае, или такива, за които има колебание. Въпреки че играта е хостната на британски домейн, Уордъл, който е от Уелс, но живее в Ню Йорк, е избрал думите да следват американския начин на изписване.

## История
Уордъл първоначално прави играта за собствено удоволствие, но през октомври 2021 година я прави публично достъпна след като „бързо се превръща в мания“ сред роднините му. Нарича я wordle от английската дума за „дума“ (word), като шега със собственото му фамилно име Wardle.
Подобен прототип на игра Уордъл е създал още през 2013 година, но прототипът позволявал на играча да играе без ограничение на броя на думите и списъкът от думи не е бил филтриран.

В свое интервю пред BBC Radio 4, Уордъл казва, че и той самият не знае думата на деня, за да може сам да продължава да се забавлява с играта. В друго интервю заявява, че няма намерение да монетаризира играта и да използва по какъвто и да е начин данните на потребителите или за потребителското поведение.
Играта става много популярна в Twitter в края на декември 2021 година, след като Уордъл добавя възможността играчите да споделят резултатите си във вид на квадратни емоджи икони за споделяне в социалната мрежа. Над 300 хиляди потребители играят на 2 януари 2022, в сравнение с 90 играча на 1 ноември 2021, число, което само седмица по-късно скача до над 2 милиона. Някои медии, в това число CNET и The Indian Express обясняват популярността на играта с ежедневния характер на загадката. Уордъл изказва предположението, че това, че се предлага само по една дума на деня, създава усещане за оскъден ресурс и желание у играчите да продължат да играят. Той също така забелязва, че играта насърчава хората да отделят само по три минути на ден за нея.

## Модификации на играта
Скоро след като играта Wordle става популярна, започват да се появяват много нейни модификации, както и версии на езици, различни от английския.
Версии на български език (с правилата на оригиналната игра)
На български има четири версии на играта с правила идентични на оригиналната: Уърдъл (от 16.01.2022), Уърдли (от 21.01.2022), Думинация (неизв.) и Wordle на Български (от 02.02.2022)
Варианти на играта на английски език (с правилата на оригиналната игра)
При модификацията Dordle (23.01.2022) трябва едновременно да бъдат познати в 7 опита две на брой петбуквени думи, а в Quordle (от 29.01.2022) – 4 думи в 9 опита.
Модификации на играта на английски език (с модифицирани правила)
При модификацията Semantle за думата, която трябва да бъде позната няма ограничение на броя букви, нито на броя опити, в които тя трябва да бъде позната. Обратната връзка се осъществява не с цветова легенда на буквите, а с число от 0 до 100, което отговаря на „семантичното подобие“ между предположената от играча и зададената за познаване дума. Според правилата „семантично подобни“ думи са такива, грубо казано, „използвани в контекста на сходни думи в база данни от новинарски публикации“. За да се даде на предполагаемата дума число по-голямо от 0, тя трябва да е в кръга на хилядите семантично най-близки думи до целевата в базата данни на играта.
Модификации на играта с числа (с правилата на оригиналната игра)
При модификацията Nerdle в 6 опита трябва да бъде познато математическо равенство, зададено в 8 знака, един от които винаги е знакът за равенство. От лявата страна на равенството стоят числа и знаци за аритметически операции (0 1 2 3 4 5 6 7 8 9 + - * / =), като изрично се спазва приоритетът на операциите. От дясната страна на равенството стои винаги само едно число, което е коректно изчисленият резултат от операциите вляво (т.е. предположение от вида 3+9=2+10 е невалидно). По-лек (мини) вариант на играта е в 6, вместо 8 знака. Въпрос на потребителско предпочитание е играта да отчита за верни отговори съгласно комутативния закон (a+b=b+a)